# Залізничне (зупинний пункт)
Залізни́чне — пасажирський залізничний зупинний пункт Козятинської дирекції Південно-Західної залізниці розташований на двоколійній електрифікованій змінним струмом лінії Козятин I — Бердичів.
Розташований у смт Залізничне Козятинської міськради Вінницької області між станціями Козятин II (2 км) та Козятин I (4 км).
На зупинному пункті зупиняються приміські поїзди.